# Oegoconia uralskella
Oegoconia uralskella is een vlinder uit de familie dominomotten (Autostichidae). De wetenschappelijke naam is voor het eerst geldig gepubliceerd in 1965 door Popescu-Gorj & Capuse.
Deze vlinder komt voor in Europa.